# Arena Saint-Jacques
L'arena Saint-Jacques, (St. Jakob-Arena en allemand) est une patinoire couverte de Suisse située à Münchenstein, près de Bâle.

## Description
Construite en 2001 et ouverte officiellement le 12 octobre 2002, elle dispose de 6 600 places dont 4 200 assises. La taille de la patinoire est 60 × 30 m, soit 1 800 m2.

## Histoire
L'idée d'une nouvelle patinoire à Bâle existe depuis 1980. Le conseiller national bâlois Johannes Randegger (de), l'ancien joueur de hockey sur glace Pio Parolini (en) et le conseiller du gouvernement bâlois Christoph Stutz (de) ont fondé en 1998 un groupe privé dans le but de faire enfin avancer le projet. En 1999, la St. Jakob Arena Genossenschaft est fondée et investit environ 1,2 million de francs suisses dans la construction. Parmi les autres investisseurs figurent la Confédération avec deux millions, les cantons et les communes avec un total de 8,2 millions et IWB (de) avec 4,5 millions de francs. Le capital restant a été financé en externe. 
Les architectes Zwimpfer Partner et Berrel étaient responsables de la planification et de l'exécution. 
Vers 2013, l'ancien propriétaire de la salle a fait face à des problèmes financiers qui ont conduit à la sortie prématurée du locataire et exploitant de la patinoire, Basel United, et à la faillite du HC Bâle Sharks en 2014, provoquant la mise au chômage de tout le personnel, y compris les joueurs et entraîneurs. 
Le 1er juillet juillet 2016, le canton de Bâle-Ville rachète la St. Jakob Arena à la St. Jakob Arena Genossenschaft pour CHF 3,4 millions afin de sécuriser la pratique des sports de glace dans la région. 

## Utilisation

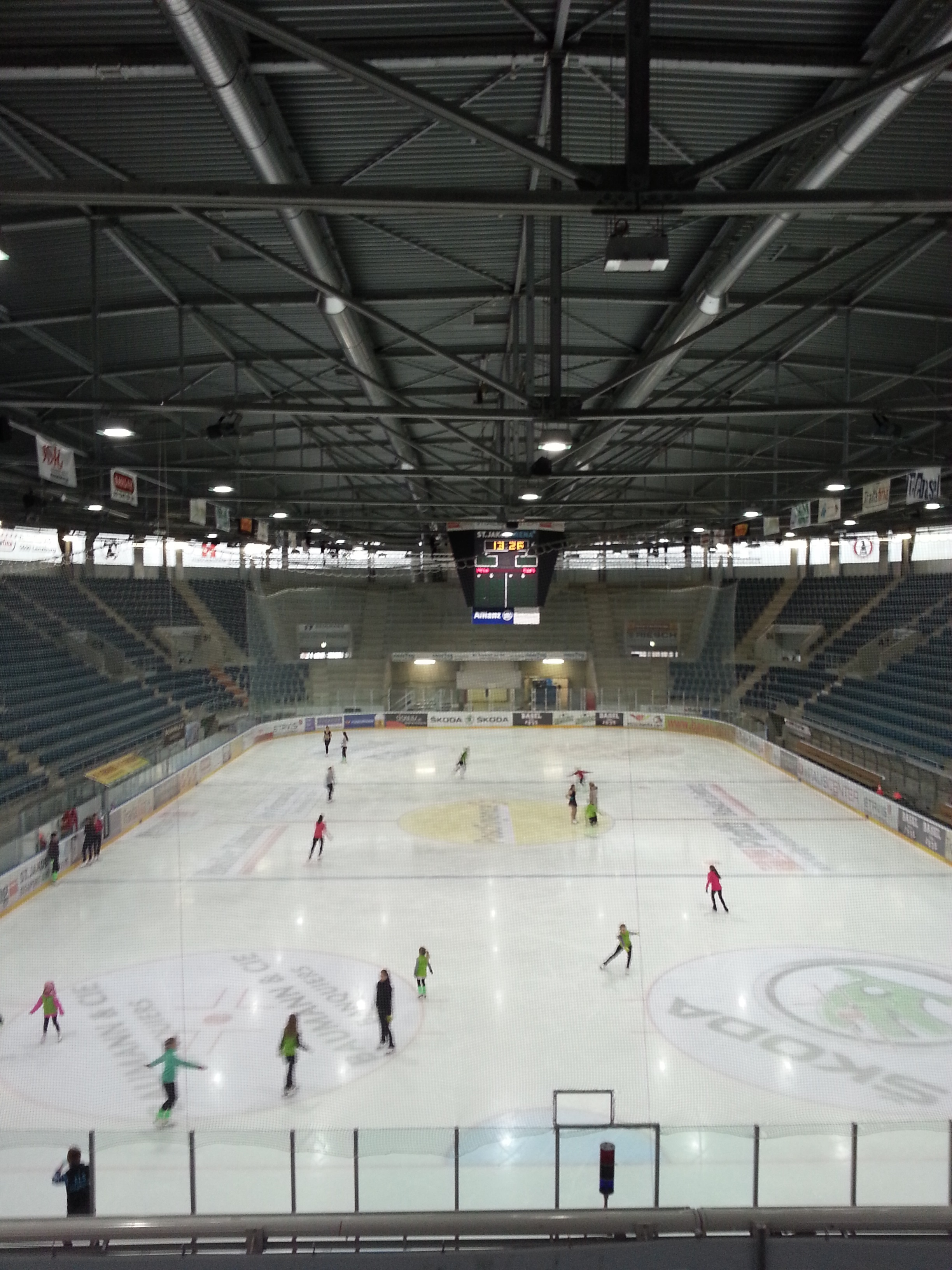
Vue intérieure de l'arena Saint-Jacques

Depuis son ouverture le 12 octobre 2002, elle est la patinoire résidente du Hockey Club Bâle, équipe de Swiss League. D'ailleurs, le premier match disputé l'a été le jour de l'ouverture et opposait l'équipe locale au Hockey Club Olten. Bâle l'a emporté 4 à 0.
Le Championnat du monde de hockey sur glace 1998 a eu lieu à la Halle Saint-Jacques, juste à côté, où une patinoire a été installée, car la capacité était supérieure (de 8 000 à 12 400 spectateurs). Le site a également accueilli les championnats d'Europe de curling 2006 et le Championnat du monde moins de 18 ans de hockey sur glace 2023.
L'arena est en outre utilisée lors de concerts.

## Localisation
Bien qu'elle soit implantée à Münchenstein, commune du canton de Bâle-Campagne, la patinoire est la propriété du canton voisin de Bâle-Ville.
Elle se trouve sur un site regroupant plusieurs équipements sportifs et de loisirs : 
- la Halle Saint-Jacques, salle multifonctions accueillant chaque année le tournoi de tennis de Bâle et l'Open de Suisse de badminton ;
- le Parc Saint-Jacques, plus grand stade de football de Suisse avec 38 512 places et où joue le Football Club Bâle ;
- la piscine municipale Saint-Jacques.
- le Sportanlage St. Jakob qui regroupe un stade d'athlétisme, 16 terrains de sport engazonnés (8 de 103 × 68 m et 6 de 100 × 64 m, 2 terrains en gazon synthétique, un terrain de rugby de 100 × 68,4 m, 4 courts de tennis, 7 terrains de beach-volley et 1 terrain de beach soccer ;
- le Centre équestre Schänzli.

Le site est desservi par le tramway bâlois.